# Comté de Bosque
Pour les articles homonymes, voir Bosque.
Le comté de Bosque, en anglais : Bosque County, est un comté situé au centre de l'État du Texas aux États-Unis. Fondé le 4 février 1854, son siège de comté est la ville de Meridian. Selon le recensement des États-Unis de 2020, sa population est de 18 235 habitants. Le comté a une superficie de 2 596,5 km2, dont 2 545,9 km2 de surfaces terrestres. Il est baptisé en référence à la rivière Bosque.

## Organisation du comté
Le comté de Bosque est créé le 4 février 1854, à partir des terres du comté de McLennan. Il est définitivement organisé et autonome, le 7 août 1854.
Le comté est baptisé en référence à la rivière Bosque, qui traverse le comté, au centre, du nord au sud.

## Géographie
Le comté de Bosque est situé au centre, de l'État du Texas, aux États-Unis,. Il est bordé, à l'est, par le fleuve Brazos, qui délimite la frontière avec les comtés adjacents.
Il a une superficie totale de 2 596,5 km2, composée de 2 545,9 km2 de terres et de 50,6 km2 de zones aquatiques.

## Comtés adjacents
| Comté d'Erath     | Comté de Somervell | Comté de Johnson  |
| Comté de Hamilton | comté de Bosque    | Comté de Hill     |
|                   | Comté de Coryell   | Comté de McLennan |

## Démographie
Lors du recensement de 2010, le comté comptait une population de 18 212 habitants. En 2017, la population est estimée à 18 326 habitants,.
| Groupes           | Comté de Bosque | Texas | États-Unis |
| ----------------- | --------------- | ----- | ---------- |
| Blancs            | 89,9            | 70,4  | 72,4       |
| Autres            | 5,9             | 10,6  | 6,4        |
| Métis             | 1,8             | 2,5   | 2,7        |
| Afro-Américains   | 1,6             | 11,9  | 12,6       |
| Amérindiens       | 0,6             | 0,7   | 0,9        |
| Asiatiques        | 0,2             | 3,8   | 4,8        |
| Total             | 100             | 100   | 100        |
|                   |                 |       |            |
| Latino-Américains | 16,1            | 37,6  | 16,7       |

Pyramide des âges du comté de Bosque (2000).

Selon l'American Community Survey, pour la période 2011-2015, 85,3 % de la population âgée de plus de 5 ans déclare parler anglais à la maison, alors que 14 % déclare parler l’espagnol et 0,7 % une autre langue.

## Galerie

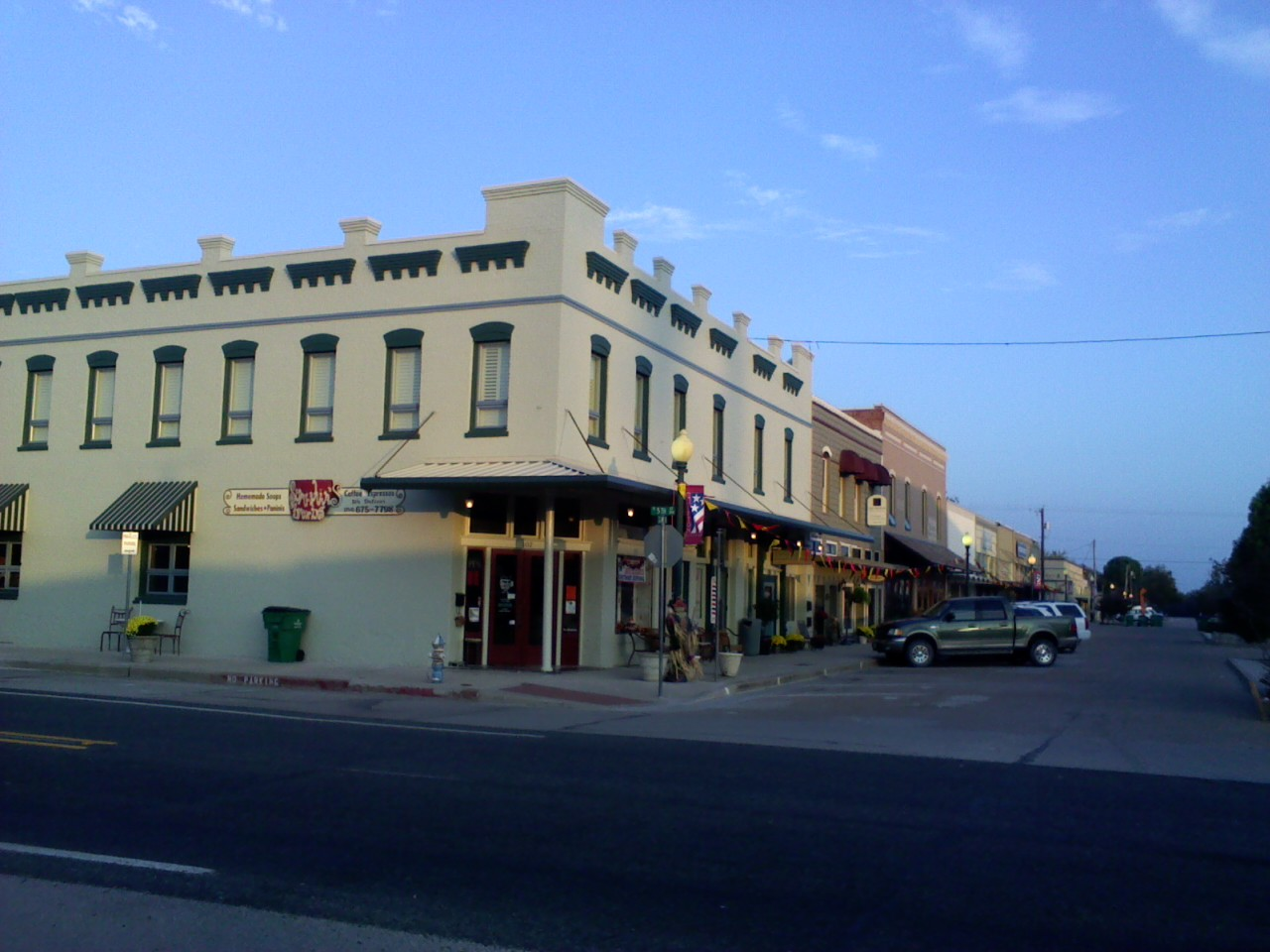
Centre-ville de Clifton.
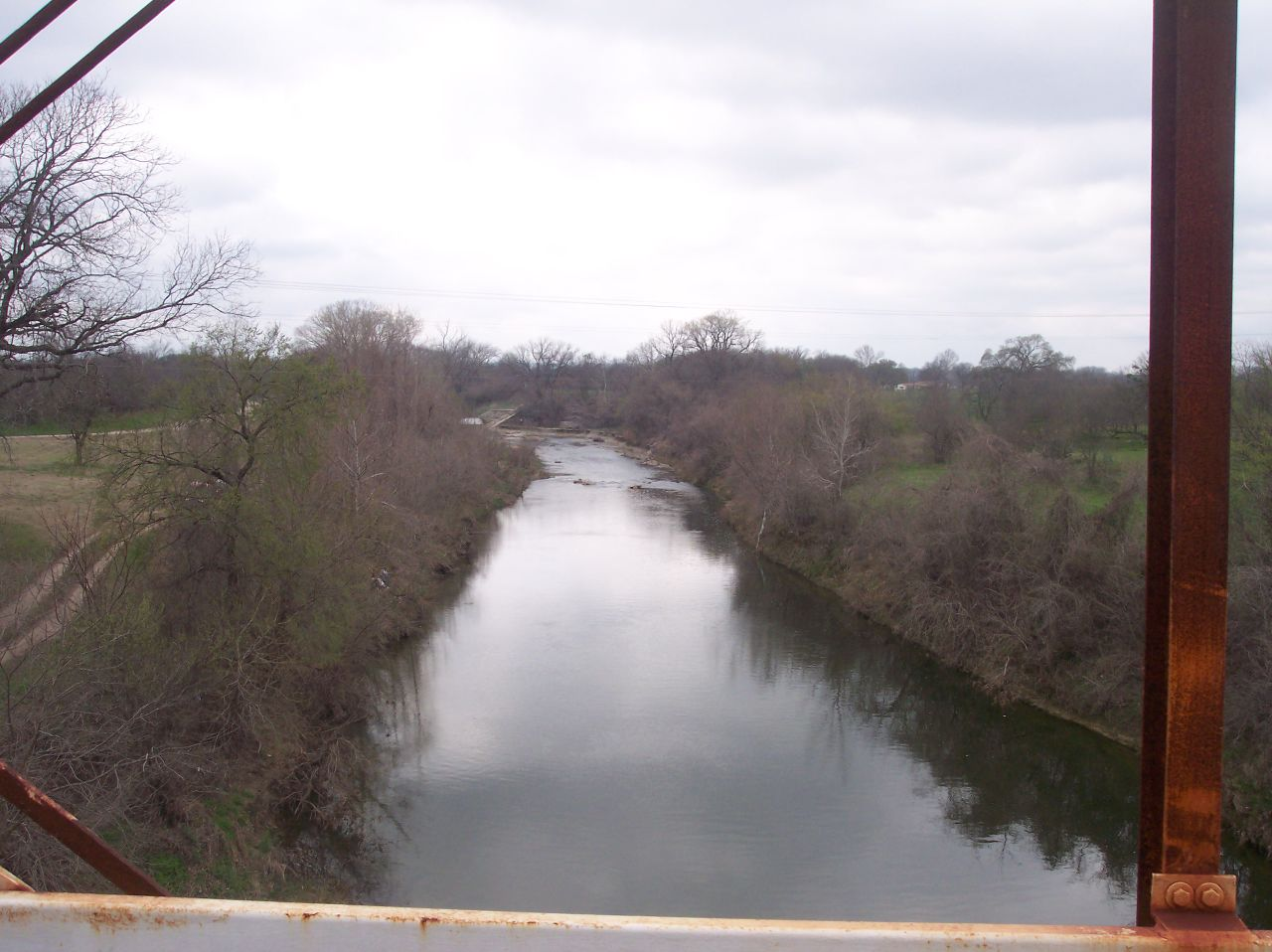
La rivière Bosque.
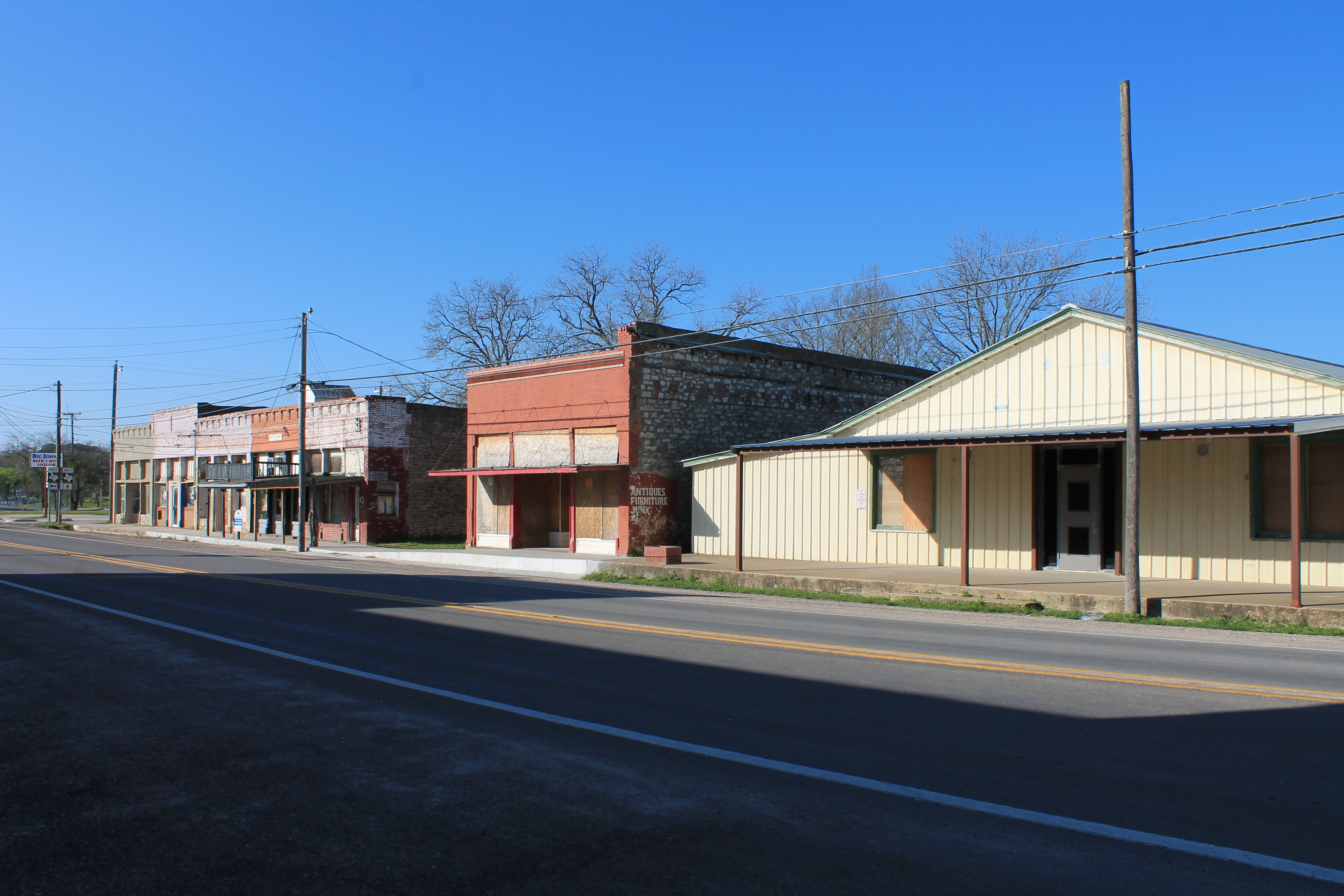
Walnut Springs
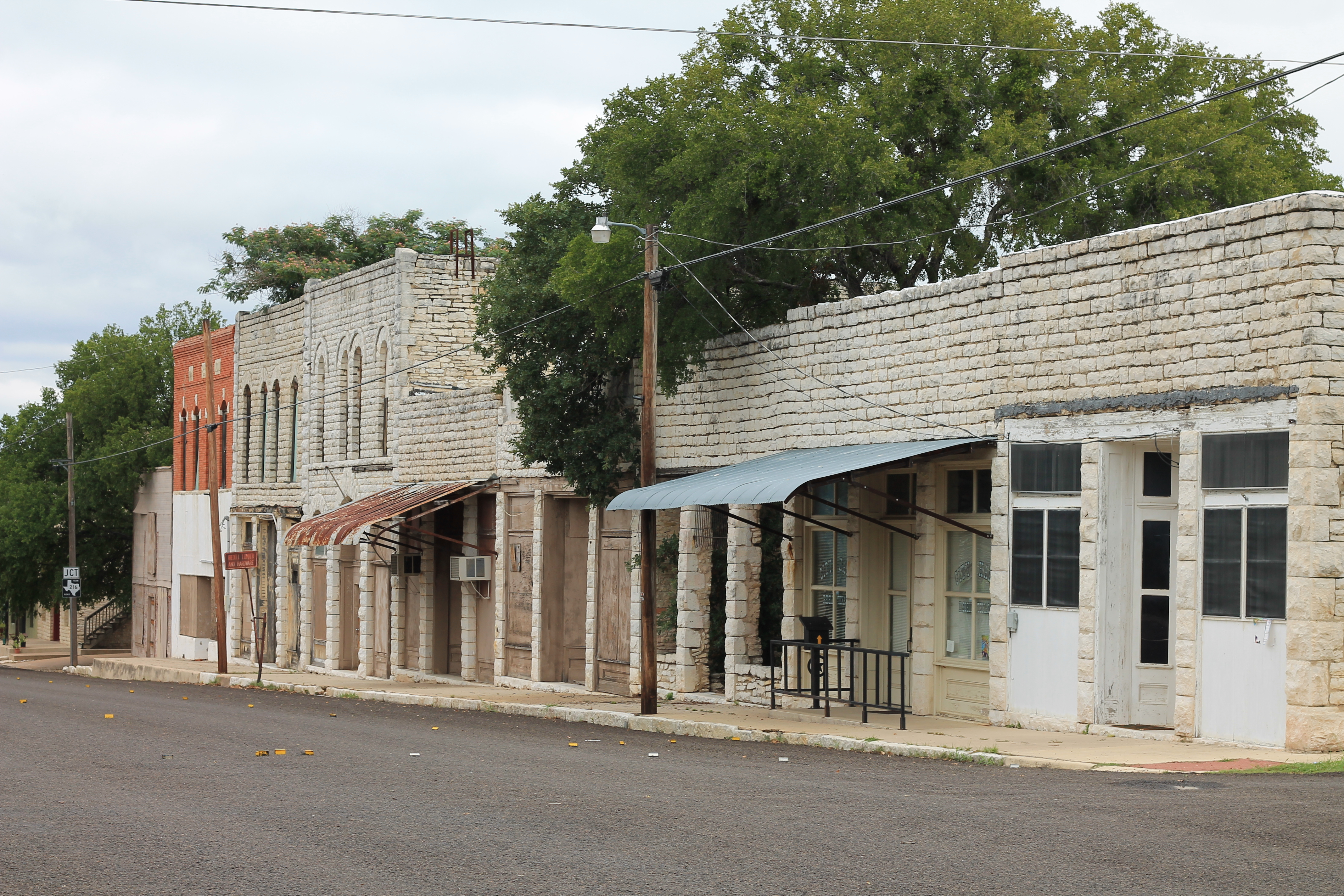
Centre-ville d'Iradell.